# Emanuel Wolff
Emanuel Wolff (ur. ok. 1842, zm. 2 maja 1914 w Krakowie) – nauczyciel.

## Życiorys
Urodził się około 1842. Od 1871 do 1874 był zastępcą dyrektora C. K. Gimnazjum w Jaśle i przez pewien czas był tam kierownikiem zakładu. Od początku lat 80. do około 1891 był dyrektorem C. K. Gimnazjum w Kołomyi. W szkole uczył historii, języka niemieckiego, matematyki, a w mieście był członkiem C. K. Rady Szkolnej Okręgowej. Był też dyrektorem gumnazjum niemieckiego we Lwowie.
Otrzymał tytuł radcy szkolnego wzgl. radcy rządu Na emeryturze zamieszkał w Krakowie. W tym mieście należał do koła Towarzystwa Nauczycieli Szkół Wyższych, był jego prezesem i został jego członkiem honorowym. W 1905 został odznaczony Orderem Korony Żelaznej III klasy. Otrzymał tytuł honorowego obywatelstwa Kołomyi.
W Krakowie zamieszkiwał przy ul. Czystej 7. Zmarł w maju 1914 w wieku 72 lat. Został pochowany na cmentarzu Rakowickim w Krakowie 4 maja 1914.